# Albrecht-Dürer-Platz (Leipzig)
Der Albrecht-Dürer-Platz ist ein Schmuck- und Spielplatz in der Südvorstadt von Leipzig. Er ist benannt nach dem deutschen Maler, Kupferstecher und Zeichner Albrecht Dürer (1471–1528) und steht unter Denkmalschutz.

## Lage und Gestaltung
Der Albrecht-Dürer-Platz liegt zwischen den Hauptstraßen Arthur-Hoffmann- und Bernhard-Göring-Straße sowie den sie kreuzenden Nebenstraßen Arndt- und Schenkendorfstraße. Er bildet ein Quadrat von 105 Meter Kantenlänge. Von jeder Ecke führen Wege diagonal zu einem quadratischen Mittelteil von 45 Meter Kantenlänge. Eine Promenade umschließt den Platz. Die Mitte des Platzes ist zur besseren Entwässerung leicht erhöht.
Im reichlichen Baumbestand dominieren die Platanen, von denen mehr als 20 noch aus der Erstbepflanzung von 1885 stammen. Die Büsche sind zumeist Weißdorn.
Im Mittelteil befindet sich der Kinderspielplatz mit Kletternetz und Sandspielfläche sowie Ruhebänken.

## Geschichte
Bereits im 1864 vom Rat der Stadt verabschiedeten „Allgemeine Bebauungsplan für die Südseite der Stadt“ waren einige von Bauten freizuhaltende Schmuckplätze vorgesehen, so auch der heutige Albrecht-Dürer-Platz. Nach der Planung des Leipziger Gartendirektors Otto Wittenberg (1834–1918) wurde 1883 mit der Anlage des Wegenetzes des Platzes begonnen, der 1885 die Baumpflanzung folgte.
Bereits 1875 war an der Südseite des Platzes an der Arndtstraße die VI. Bürgerschule (später 3. Volksschule) erbaut worden, der 1902 an der Westseite an der damaligen Elisenstraße das Königin-Carola-Gymnasium folgte. 1907 wurde der Spielplatz in der Mitte des Platzes von 35 × 35 auf 45 × 45 m erweitert. Im Jahr 1928 erhielt der bis dahin namenlose Platz anlässlich des 400. Todestages Dürers den Namen Albrecht-Dürer-Platz.
Im Zweiten Weltkrieg wurden die beiden Schulen total zerstört und große Teile der Wohnbebauung der anderen beiden Seiten. Während der DDR-Zeit entstanden im Osten und Süden Wohnbauten. Die Wohnzeile an der Nordseite wurde erst nach 1990 vervollständigt, und die Westseite ist noch unbebaut.